# Friedrich Zitzmann
Friedrich Zitzmann (* 19. September 1840 in Steinach (Thüringen); † 20. Februar 1906 in Wiesbaden) war ein deutscher Glaskünstler des Historismus und des Jugendstils.

Friedrich Zitzmann: Zierglas, vor der Lampe geblasen, 1890er Jahre, Höhe: 15,5 cm, Privatsammlung Wiesbaden

## Leben und Werk
Er wurde vor allem durch die Wiederbelebung der altvenezianischen Technik des vor der Lampe geblasenen Glases in Deutschland bekannt und fertigte die Gläser mitunter vor Publikum an. Seine Glasobjekte stellte er unter anderem auf der Weltausstellung in Chicago im Jahr 1893 aus. Ab 1890 wohnte und arbeitete Zitzmann in Wiesbaden, wo er ein Ladengeschäft in der Alten Kolonnade am Bowling Green führte. Berühmt wurde Zitzmann durch seine Zusammenarbeit mit dem Maler und Radierer Karl Köpping, nach dessen Entwürfen er Blütenkelchgläser schuf, die zu den bedeutendsten Werken der Glaskunst des Jugendstils zählen.

## Ausstellungen (Auswahl)
- 1893: Weltausstellung in Chicago
- 1896: Berliner Gewerbeausstellung
- 1899: La Libre Esthétique Brüssel
- 1902: Industrie- und Gewerbeausstellung Düsseldorf

## Werke in öffentlichen Sammlungen
- Sammlung Ferdinand Wolfgang Neess im Museum Wiesbaden
- Glasmuseum Hentrich im Museum Kunstpalast Düsseldorf
- Museum Villa Stuck München
- Museum Boijmans Van Beuningen Rotterdam
- Nationalmuseum Oslo
- Victoria and Albert Museum London